# Brockhausen (Hagen)

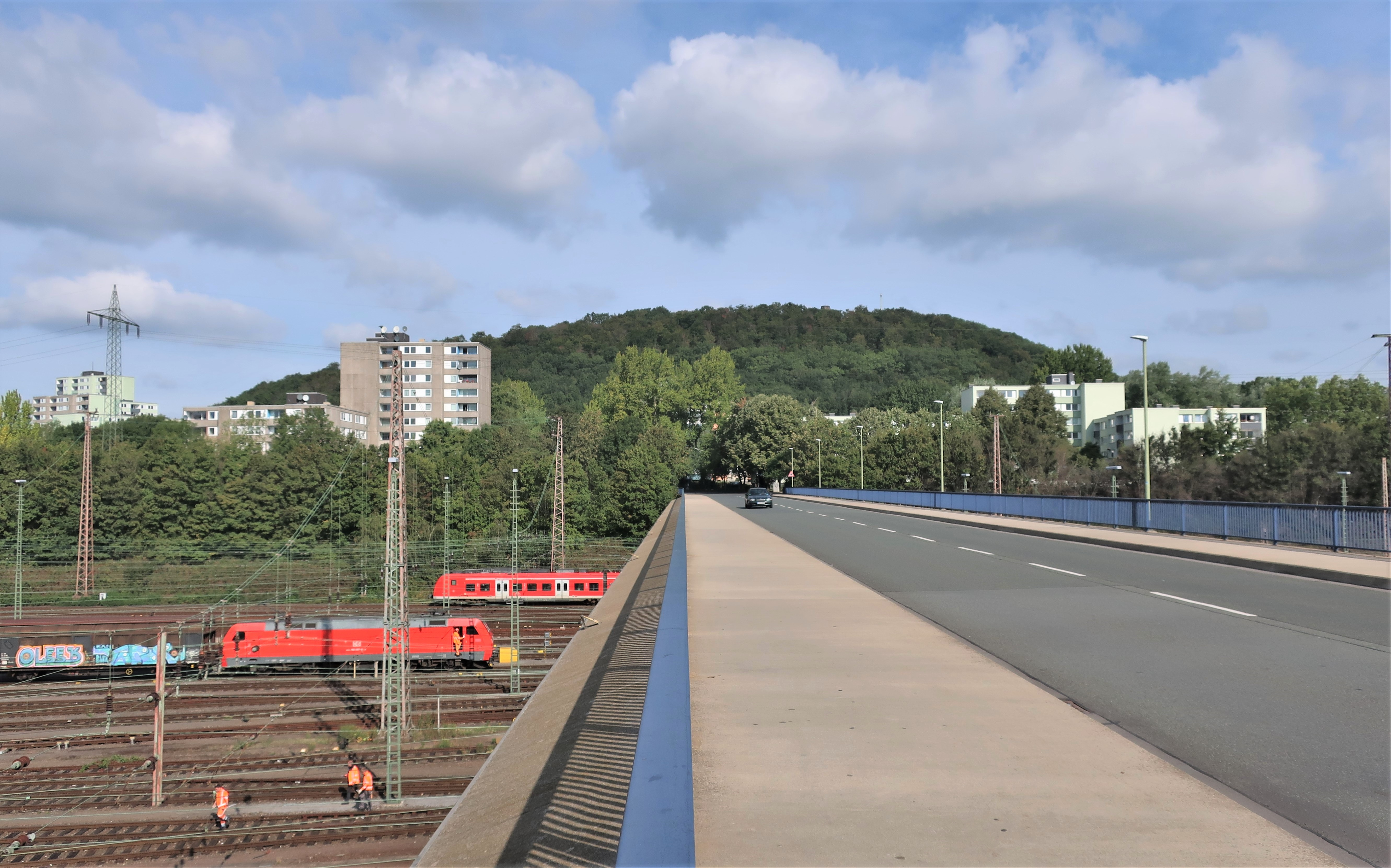
Ortsteil Brockhausen mit Kaisberg

Brockhausen ist ein Ortsteil im Stadtbezirk Hagen-Nord der kreisfreien Großstadt Hagen in Nordrhein-Westfalen.

## Geografie
Brockhausen gehört zum Wohnbezirk Vorhalle-Nord und liegt am südlichen Fuß des 185 m hohen Kaisbergs mit dem Freiherr-vom-Stein-Turm im Städtedreieck Wetter, Herdecke und Hagen. Der südlich liegende Rangierbahnhof Hagen-Vorhalle trennt Brockhausen von dem Stadtteil Vorhalle. Ein großer Bereich des Ortsteils besteht aus dem fast 100 Hektar großen Landschaftsschutzgebiet Werdringen/Kaisberg.

## Geschichte

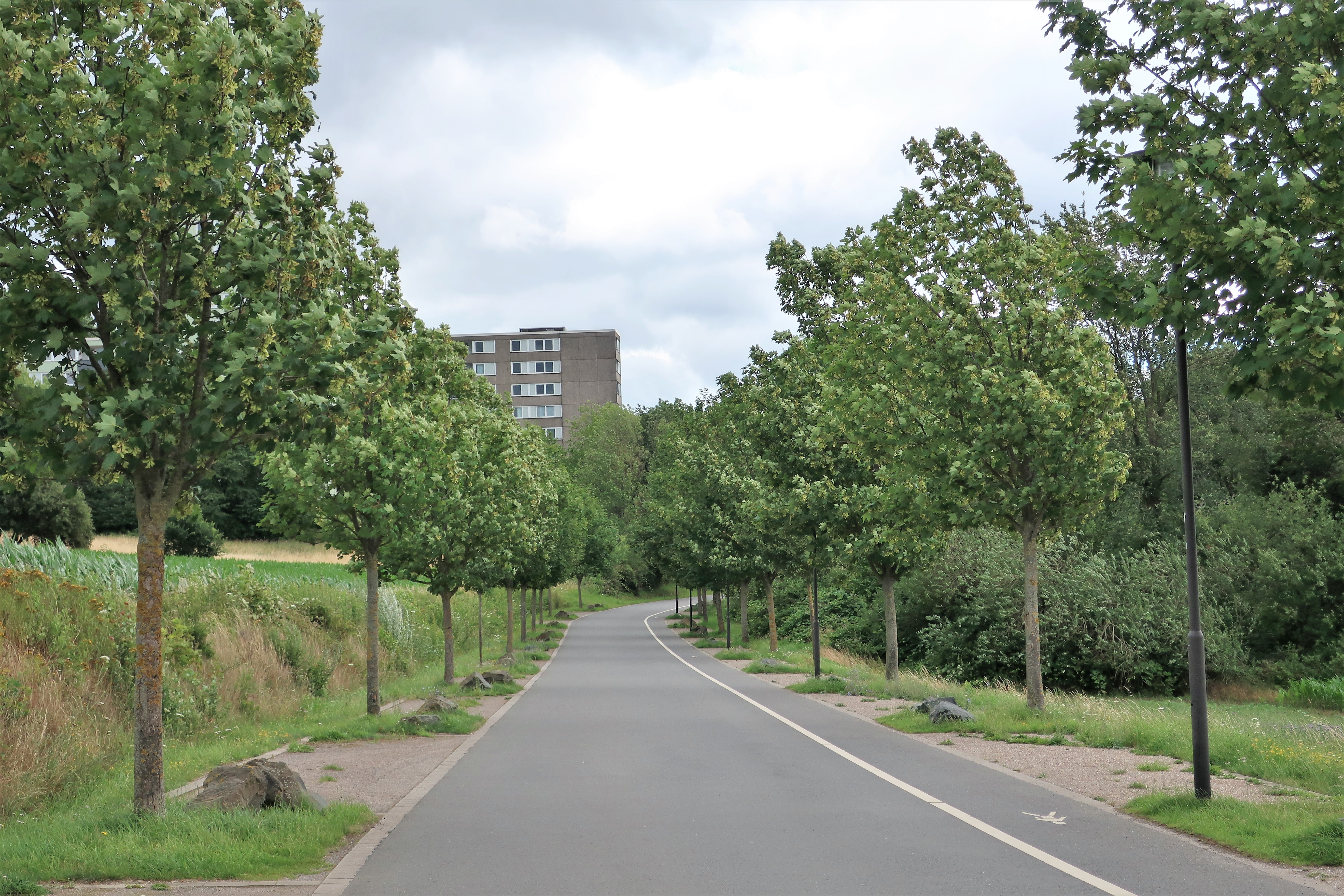
Allee Brockhauser Straße

Erstmals wurde Brockhausen 1229 als Bruchusen in dem Güter- und Einkünfteregister des Frauenkonvents und späteren adligen Damenstifts Herdecke erwähnt. Nachweislich befanden sich im 14. Jahrhundert auch Volmesteiner Lehnsgüter in Brockhausen. Im 14./15. Jahrhundert wurde ein Gobele to Brauchusen erwähnt. 1446 wird der Ort Broekhues genannt. Der Ortsname ist mit „bei den Häusern am Bruch“ zu umschreiben.
Brockhausen gehörte ehemals zur Bauerschaft Vorhalle und im Kirchspiel und Gericht Hagen zur Grafschaft Mark. Im Schatzbuch der Grafschaft Mark von 1486 werden in der Vorhelder Burschop unter den 19 steuerpflichtigen Hofbesitzern ein Steven to Broyckhusen mit einer Abgabe von ½ Goldgulden und ein Hynrich to Broyckhusen mit 2 Goldgulden genannt. Das zum Stiftsbesitz gehörende Hilleken Gut zu Bruchusen gab an Hofgeld: 36 Pfennige, 2 Schweine, 1 verstorbenes (vastavendes) Huhn und einen Ferlink (?) und noch zwei Hühner das eine Jahr, und das andere Jahr eins. Zudem war das Hofesgut im Vronenhof und musste zur Schlacht dienen und Hofesrechte tun. Der Pächter Hans Smedes des zweiten Herdecker Besitzes gab an Hofgeld: 6 Schillinge, 2 Schweine und ein verstorbenes Huhn. 1574 wurde urkundlich ein Elbrecht zu Broickhausen erwähnt. Die Ortschaftstabelle von 1841 benennt den Ort erstmals mit Brockhausen.
Heute ist der Ortsteil ein reines Wohngebiet, nur im westlich gelegenen Wohnplatz Werdringen gibt es noch einen landwirtschaftlichen Betrieb. Zudem gibt es am östlichen Ortsrand von Brockhausen noch das Chemiewerk Ewald Dörken mit ihrer Hagener Produktionsstätte.
Westlich von Brockhausen vor dem Wohnplatz Werdringen liegt das im 13. Jahrhundert errichtete Wasserschloss Werdringen, ein ehemaliger Adelssitz der Herren von Volmerstein, bzw. von der Recke und anderer Adelige. 1977 wurde das Schloss von der Stadt Hagen erworben und nach einer umfangreichen Sanierung ist seitdem in einem Gebäudeteil das Museum für Ur- und Frühgeschichte zu Hause.